# Idea de Bien
Según Platón, la idea de bien es la idea suprema de su Teoría de las Formas. Platón nos presenta la idea de bien como el objeto más adecuado para el sentido y causa de la realidad. La importancia y funciones que Platón concede en su filosofía a la idea de bíen es tal que muchos autores (los neoplatónicos y los primeros filósofos cristianos) la han identificado con Dios.
La Idea del Bien es el principio mismo de todas las demás Ideas, no puede estar sometido a ningún otro principio posterior, pues la idea de la que todas las demás participan no puede ella participar de nada por encima (está más allá de la esencia).  
Cuatro dimensiones del Bien:  
1. Carácter inteligible: el Bien es una idea, objeto de la filosofía, solo el alma purificada puede aproximarse.
2. El Bien es real: no es un mero concepto, no ha sido formada por la mente humana, ni depende de ella. Es una Idea que existe en sí, más allá de nosotros y del mundo...
3. El Bien es realizable: debe encontrar su realización en este mundo, así como ya reina en el de las ideas, es la meta a la que debe tender tanto el individuo como la ciudad y este es el sentido de la ética y la política que consiste en la disposición del alma humana y la ciudad siguiendo el modelo eterno del Bien.
4. Como fundamento del mundo inteligible, el Bien es la causa de toda realidad así como del conocimiento que de ella tenemos.

En el famoso pasaje sobre el Sol y la Idea del Bien queda esto bien reflejado. Nos dice que al igual que el ojo ve con más claridad cuando su objeto está bañado por la luz solar, también el entendimiento capta más nítidamente su objeto (ideas) a la luz de la Idea del Bien, esta proporciona la verdad a los objetos de conocimiento y la facultad de conocer al que conoce. Ni la luz ni la visión son el sol, como tampoco la verdad o el entendimiento son el bien, este merece más dignidad. La verdad para los griegos es aletheia (desvelamiento), es decir, quitar el velo a las apariencias para descubrir la realidad auténtica de las cosas. Por ello se concibe como una propiedad de las Ideas, refiriéndose a ellas como “objetos sobre las cuales brilla la verdad”. Platón asigna a la Idea del Bien, a la bondad o excelencia, una importancia que excede la meramente ética, es “lo que proporciona la verdad a los objetos del conocimiento y la facultad de conocer al que conoce".
- Datos: Q3311247